# Humpolecký vikariát
Humpolecký vikariát je jedním ze 14 vikariátů, které tvoří královéhradeckou diecézi. Okrskovým vikářem je  P. SCLic. Tomáš Rastislav Höger, OPraem. Humpolecký vikariát je jedním z nejmladších v diecézi spolu s havlíčkobrodským. Nejprve byly oba sloučeny v roce 2000 do havlíčkobrodsko-humpoleckého vikariátu a roku 2007 opět rozděleny do samostatných vikariátů.
V minulosti spadala farnost v Humpolci i pod dnes již neexistující čáslavský či lipnický vikariát. Dříve existoval i ledečský vikariát, pod tuto farnost spadá nejvíce kostelů (11) a obcí (51) z vikariátu.
Vikariát má 14 farností v okresech Havlíčkův Brod a Pelhřimov. Spadá pod něj i Číhošťská farnost, kde se v roce 1949 stal Číhošťský zázrak. Do vikariátu spadá celkem 198 obcí, jejich částí nebo samot.

## Ustanovení vikariátu
- P. SCLic. Tomáš Rastislav Höger, OPraem. – okrskový vikář
- Mgr. Pavel Jäger – sekretář vikariátu
- P. PaedDr. Mgr. David Peter Palušák, OPraem. – kaplan pro mládež
- Mgr. Pavel Veith – výpomocný duchovní
- P. Mgr. Hroznata Pavel Adamec, OPraem. – výpomocný duchovní
- P. Gabriel Jozef Labuda, OPraem. – výpomocný duchovní
- Jana Ptáčníková – vikariátní účetní
- Jiří Pejchar – stavební technik
- Marie Vrzáková – pastorační asistentka
- Jana Ptáčníková – pastorační asistentka

## Seznam farností a jejich kostelů
| Farnost             | Správce                                                           | Další duchovní ve farnosti                            | Farní kostel                                    | Filiální kostely |
| ------------------- | ----------------------------------------------------------------- | ----------------------------------------------------- | ----------------------------------------------- | --- |
| Číhošť              | Mgr. Pavel Jäger administrátor excurrendo                         |                                                       | Kostel Nanebevzetí Panny Marie                  | |
| Herálec             | P. Mgr. Jakub Jan Sarkander Med, OPraem. administrátor excurrendo |                                                       | Kostel svatého Bartoloměje, apoštola            | - Kaple Panny Marie Bolestné (Skorkov) |
| Humpolec            | P. SCLic. Tomáš Rastislav Höger, OPraem. administrátor            | P. Augustin Ján Grambal, OPraem. farní vikář          | Děkanský kostel svatého Mikuláše, biskupa       | - Kostel svatého Jana Nepomuckého (Humpolec) |
| Jiřice              | ThLic. Tadeáš Róbert Spišák, OPraem. administrátor excurrendo     |                                                       | Kostel svatého Jakuba Staršího, apoštola        | - Kostel svatého Jiří (Lhotice) |
| Kaliště             | Mgr. Jindřich Tluka farář                                         |                                                       | Kostel svatého Jana Křtitele                    | - Kaple Panny Marie Lurdské (Horní Rápotice) - Kaple Nejsvětějšího Srdce Ježíšova (Proseč) |
| Ledeč nad Sázavou   | ThDr. Jan Bárta děkan                                             | Mgr. Jana Sklenářová pastorační asistentka            | Děkanský kostel svatého Petra a Pavla, apoštolů | - Kostel svatého Vojtěcha (Bojiště) - Kaple Navštívení Panny Marie (Dobrovítova Lhota) - Kostel svatého Bartoloměje (Hněvkovice) - Kostel svatého Václava (Chřenovice) - Kaple svatého Václava (Kozlov) - Kostel Proměnění Páně (Kožlí) - Kostel Nejsvětější Trojice (Ledeč nad Sázavou) - Kostel svatého Jana Křtitele (Sačany) - Kaple svatého Jana Nepomuckého (Vilémovice) - Kostel svatého Víta (Zahrádka) |
| Lipnice nad Sázavou | P. Mgr. Maximilián Roman Rylko, OPraem. administrátor             |                                                       | Kostel svatého Víta, mučedníka                  | - Kostel svatého Martina z Tours (Dolní Město) - Kaple Nejsvětějšího Srdce Páně (Kejžlice) - Kostel Narození svatého Jana Křtitele (Krásná Hora) - Kaple svatého Jana M. Vianney (Křepiny) - Kostel svaté Markéty (Loukov) - Kostel svatého Jiří (Řečice) |
| Mladé Bříště        | P. SCLic. Tomáš Rastislav Höger, OPraem. administrátor excurrendo |                                                       | Kostel svatého Jana Křtitele                    | |
| Senožaty            | P. Augustin Ján Grambal, OPraem. administrátor excurrendo         |                                                       | Kostel svatého Jana Nepomuckého                 | |
| Skála               | P. Mgr. Maximilián Roman Rylko, OPraem. administrátor excurrendo  |                                                       | Kostel Nanebevzetí Panny Marie                  | - Kaple svatého Jana Nepomuckého (Věž) |
| Světlá nad Sázavou  | Mgr. Pavel Jäger farář                                            |                                                       | Děkanský kostel svatého Václava, mučedníka      | |
| Úsobí               | P. Mgr. Jakub Jan Sarkander Med, OPraem. farář                    |                                                       | Kostel svatého Petra a Pavla, apoštolů          | - Kaple Panny Marie Pomocnice, svatého Donáta a Floriána (Úsobí) - Kaple svaté Anny (Dobrohostov) |
| Vojslavice          | Mgr. Jindřich Tluka administrátor excurrendo                      |                                                       | Kostel Nanebevzetí Panny Marie                  | |
| Želiv               | ThLic. Tadeáš Róbert Spišák, OPraem. děkan-farář                  | PaedDr. Mgr. David Peter Palušák, OPraem. farní vikář | Opatský a farní kostel Narození Panny Marie     | - Kostel svatého Petra a Pavla (Želiv) |

## Zaniklé farnosti
V rámci reformy církevní správy byly ve vikariátu od roku 2008 některé farnosti slučovány:
- 1. ledna 2008 byly farnosti Hněvkovice[34] a Chřenovice[35] sloučeny s děkanstvím Ledeč nad Sázavou
- 1. ledna 2010 byla farnost Krásná Hora[36] sloučená s farností Lipnice nad Sázavou